# Luiz Carlos Bezerra
Luiz Carlos Bezerra, meglio noto come Cacá (Fortaleza, 4 giugno 1951), è un ex giocatore di calcio a 5 brasiliano.

## Carriera
Utilizzato nel ruolo di esterno, Cacá ha giocato a livello di club nel Sumov Atlético Clube. In nazionale ha partecipato al campionato mondiale inaugurale in Brasile nel 1982, dove la nazionale verdeoro vinse il titolo di campione del mondo.